# Carn blanca
La carn blanca és aquella que, en contraposició a la carn vermella, presenta una coloració menys vermellosa. Des del punt de vista de nutrició es refereix a carn blanca tota aquella que no procedeix de mamífers. Es tracta d'una classificació que no respon a criteris científics clars, sinó culinaris i que té en compte el color de la carn en estat cru. El color vermell de la carn ve donat per la mioglobina. També pot fer referència a la diferència entre el peix blau i el peix blanc.

## Classificació

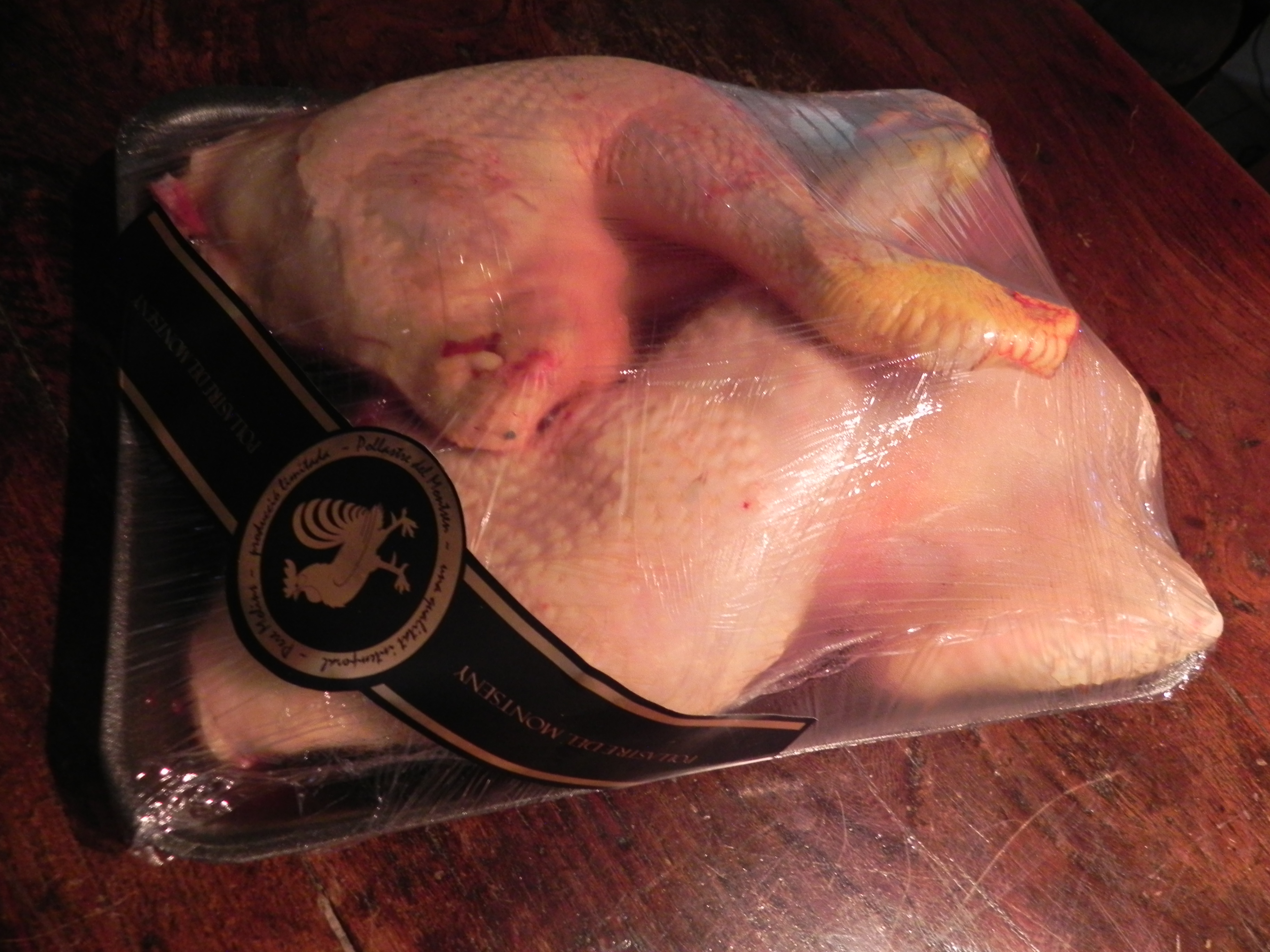
Carn blanca, pollastre de pagès del Montseny

La classificació pot variar segons el temps, el lloc o la cultura, però generalment es considera que la carn blanca és la carn d'aviram, la de conill, i a vegades s'hi inclou també la de peix. Entre l'aviram més comú que proporciona carn blanca es troba el pollastre, el gall dindi, l'ànec, amb algunes excepcions com la carn d'estruç. Així, la carn de la majoria dels mamífers, així com la ja esmentada d'estruç, són considerades tradicionalment com carns vermelles.
A vegades, és considerada com carn blanca la carn de criatures de mamífers com la de vedella, be o porc jove, i com carn vermella, la carn d'ànec o oca. La carn de caça sol situar-se en una categoria separada.
Als Estats Units existeix una definició que classifica les carns entre vermelles i blanques, no per la seva aparença, sinó pel seu contingut de greix. Així, la carn blanca seria la carn magra, sense greix.
Els productors de carn estan interessats, per tant, en què les seves carns siguin classificades com blanques, fins al punt que la United States National Pork Board ha declarat la carn de porc com "l'altra carn blanca" al costat de la d'ocells de corral. No obstant això, les carns que serien classificades com vermelles en cru i blanques una vegada cuinades són categoritzades com carns vermelles pel Departament d'Agricultura dels Estats Units.